# Eupogonius virgatus
Eupogonius virgatus es una especie de escarabajo longicornio del género Eupogonius, tribu Desmiphorini, subfamilia Lamiinae. Fue descrita científicamente por Bezark, Botero & Santos-Silva en 2022.

## Descripción
Mide 6,3 milímetros de longitud.

## Distribución
Se distribuye por Costa Rica y México.